# Степан Величенко
Степан Величенко (англ. Stephen Velychenko) — канадський історик українського походження, науковий співробітник Кафедри українських студій і Центру європейських, російських та євразійських студій Торонтського університету.

## Освіта і професійна діяльність
1972 р. — закінчив Йоркський університет (політичні науки та історія).
1981 р. — захистив дисертацію в Лондонському університеті, в якій спробував реконструювати суспільно-політичні погляди козацької старшини середини XVII століття та поставити їх у загальноєвропейський контекст.
1987 р. — отримав ступінь магістра (MA) з політичних наук в Торонтському університеті.
1988—1989 рр. — стажувався в Київському університеті за програмою академічних обмінів між Канадою та Радянським Союзом.
Викладав у Йоркському (1983-86), Гвелфському (1993), Трентському (1995-96) та інших університетах.

## Основні праці
Монографії
- Shaping identity in Eastern Europe and Russia: Soviet-Russian and Polish accounts of Ukrainian history, 1914–1991. – New York: St. Martin's Press, 1993.
- State Building in Revolutionary Ukraine: A Comparative Study of Governments and Bureaucrats, 1917—1922. — University of Toronto Press, 2011. — 434 p.
- Painting Imperialism and Nationalism Red. The Ukrainian Marxist Critique of Russian Communist Rule in Ukraine 1918—1922. — University of Toronto Press, Scholarly Publishing Division, 2015. — 288 p.
  - Імперіалізм і націоналізм по-червоному: українська марксистська критика російського комуністичного панування в Україні (1918-1925) / пер. з англ. С. Сєряков, наук. ред. В. Склокін, С. Сєряков. Львів: Видавництво УКУ, 2017. 376 с.

Статті
- Питання російського колоніалізму в українській думці. Політична залежність, ідентичність та економічний розвиток] // Схід-Захід: Історико-культурологічний збірник. — Випуск 13-14. — Харків: ТОВ «НТМТ», 2009.
- Ukrainians and cities 1861—1917. Not so rural and not so russified // Місто: історія, культура, суспільство. Е-журнал урбаністичних студій. — 2017. — № 2. — С. 49-64.
- <https://utoronto.academia.edu/StephenVelychenko>.